# Canton d'Ardes
Le canton d'Ardes était une division administrative française située dans le département du Puy-de-Dôme et la région Auvergne. À la suite du redécoupage des cantons du Puy-de-Dôme, appliqué par décret, ce canton est supprimé et ses communes intègrent le nouveau canton de Brassac-les-Mines (son chef-lieu faisant partie auparavant du canton de Jumeaux).

## Géographie
Ce canton était organisé autour d'Ardes dans l'arrondissement d'Issoire. Son altitude varie de 453 m (Madriat) à 1 551 m (Anzat-le-Luguet) pour une altitude moyenne de 1 257 m.

## Histoire
De 1833 à 1848, les cantons d'Ardes et de Saint-Germain-Lembron avaient le même conseiller général. Le nombre de conseillers généraux était limité à 30 par département.
Le canton a été supprimé à la suite du redécoupage des cantons du Puy-de-Dôme, appliqué le 25 février 2014 par décret. Les 15 communes rejoignent le nouveau canton de Brassac-les-Mines.

## Représentation

### Conseillers généraux de 1833 à 2015
| Période | Période          | Identité                                          | Étiquette          | Qualité |
| ------- | ---------------- | ------------------------------------------------- | ------------------ | --- |
| 1833    | 1847 (décès)     | François Martin Valentin Baron Simmer (1776-1847) | Gauche             | Militaire (maréchal de camp) Député de la Moselle (1828-1839) |
| 1847    | 1848             | Antoine-Auguste Luzuy de Maillargues              |                    | Ancien officier de cavalerie Maire d'Ardes (1830-1848 et 1852-1864), conseiller d'arrondissement                                                                                 |
| 1848    | 1852             | Joseph Barthélemy Trioullier (1795-1879)          |                    | Notaire à Ardes |
| 1852    | 1864             | Antoine-Auguste Luzuy de Maillargues              |                    | Ancien officier de cavalerie, propriétaire Maire d'Ardes (1830-1848 et 1852-1864)                                                                                                |
| 1865    | 1893 (décès)     | Louis-Luc-Gabriel Luzuy de Maillargues            | Républicain        | Propriétaire, ancien militaire Maire d'Ardes |
| 1893    | 1901             | Guillaume Serre                                   | Rad.               | Notaire à Ardes |
| 1901    | 1919             | Pierre Joseph Ahond                               | Rad.               | Pharmacien à Ardes, conseiller d'arrondissement |
| 1919    | 1924 (démission) | Amable Ahond                                      | Rad.               | Docteur en médecine Maire d'Ardes |
| 1924    | 1924 (décès)     | Georges Vandrand                                  | Rad.               | Maire d'Apchat |
| 1925    | 1931             | Amable Ahond                                      | Rad.               | Docteur en médecine Maire d'Ardes |
| 1931    | 1940             | Octave Bigot                                      | Rad.               | Conservateur des hypothèques honoraire Maire d'Ardes |
|         |                  |                                                   |                    | |
| 1942    | 1945             | Valentin Vallon                                   |                    | Négociant en vins à Ardes Conseiller d'arrondissement Nommé conseiller départemental en 1942                                                                                     |
|         |                  |                                                   |                    | |
| 1945    | 1951             | Marcel Denis                                      | SFIO               | Électricien à Ardes |
| 1951    | 1964             | Alfred Allagnon (1897-1981)                       | CNIP               | Maire de Dauzat-sur-Vodable |
| 1964    | 1982             | Jean Garnier                                      | Rad. puis UDF-Rad. | Vétérinaire Maire d'Ardes |
| 1982    | 2015             | Bernard Veissière                                 | PS                 | Assureur Conseiller municipal d'Issoire, Maire de Roche-Charles-la-Mayrand puis d'Ardes (2001-2020) Président de la communauté de communes Suppléant du député Jean-Paul Bacquet |

### Conseillers d'arrondissement (de 1833 à 1940)
| Période                                  | Période          | Identité                             | Étiquette | Qualité |
| ---------------------------------------- | ---------------- | ------------------------------------ | --------- | --- |
| 1833                                     | 1847             | Antoine-Auguste Luzuy de Maillargues |           | Ancien officier de cavalerie Maire d'Ardes (1830-1848 et 1852-1864)                                         |
| 28 nov. 1847                             | 1848             | Charles-Antoine-Henri de Burc        |           | Maire de Madriat                                                                                            |
| 1848                                     | 1871             | Jean-Baptiste-Victor Boudet-Domingon |           | Maire de Saint-Gervazy                                                                                      |
| 1871                                     | 1874 (démission) | M. Vialard                           |           | Notaire à Ardes                                                                                             |
| 1874                                     | 1889             | Noël Lhéritier                       |           | Notaire à Ardes                                                                                             |
| 1889                                     | 1901             | Pierre Ahond                         |           | Pharmacien à Ardes                                                                                          |
| 1901                                     | 1928             | Michel Roche                         | Radical   | Maire de Chassagne, Président du Conseil d'arrondissement                                                   |
| 1928                                     | 1934             | Félix Morel                          |           | Industriel à Ardes                                                                                          |
| 1934                                     | 1940             | Valentin Vallon                      |           | Négociant en vins à Ardes                                                                                   |
| 1940                                     |                  |                                      |           | Les conseils d'arrondissement ont été suspendus par la loi du 12 octobre 1940 et n'ont jamais été réactivés |
| Les données manquantes sont à compléter. |                  |                                      |           | |

## Composition
Le canton d'Ardes groupait 15 communes et comptait 1 987 habitants (recensement de 2012, population municipale).
| Nom                      | Code Insee | Intercommunalité        | Population (dernière pop. légale) |
| ------------------------ | ---------- | ----------------------- | --------------------------------- |
| Ardes (chef-lieu)        | 63009      | CA Agglo Pays d'Issoire | 517 (2014)                        |
| Anzat-le-Luguet          | 63006      | CA Agglo Pays d'Issoire | 184 (2014)                        |
| Apchat                   | 63007      | CA Agglo Pays d'Issoire | 165 (2014)                        |
| Augnat                   | 63017      | CA Agglo Pays d'Issoire | 155 (2014)                        |
| La Chapelle-Marcousse    | 63087      | CA Agglo Pays d'Issoire | 68 (2014)                         |
| Chassagne                | 63097      | CA Agglo Pays d'Issoire | 72 (2014)                         |
| Dauzat-sur-Vodable       | 63134      | CA Agglo Pays d'Issoire | 88 (2014)                         |
| La Godivelle             | 63169      | CC du Massif du Sancy   | 14 (2014)                         |
| Madriat                  | 63202      | CA Agglo Pays d'Issoire | 120 (2014)                        |
| Mazoires                 | 63220      | CA Agglo Pays d'Issoire | 98 (2014)                         |
| Rentières                | 63299      | CA Agglo Pays d'Issoire | 116 (2014)                        |
| Roche-Charles-la-Mayrand | 63303      | CA Agglo Pays d'Issoire | 44 (2014)                         |
| Saint-Alyre-ès-Montagne  | 63313      | CA Agglo Pays d'Issoire | 137 (2014)                        |
| Saint-Hérent             | 63357      | CA Agglo Pays d'Issoire | 103 (2014)                        |
| Ternant-les-Eaux         | 63429      | CA Agglo Pays d'Issoire | 44 (2014)                         |

## Démographie
| 1962  | 1968  | 1975  | 1982  | 1990  | 1999  | 2006  | 2011  | 2012  |
| ----- | ----- | ----- | ----- | ----- | ----- | ----- | ----- | ----- |
| 3 803 | 3 411 | 2 960 | 2 593 | 2 347 | 2 117 | 2 100 | 2 028 | 1 987 |